# Atriplex pumilio
Atriplex pumilio är en amarantväxtart som beskrevs av Robert Brown. Atriplex pumilio ingår i släktet fetmållor, och familjen amarantväxter. Inga underarter finns listade i Catalogue of Life.